# Kevin Constantine
Pour les articles homonymes, voir Constantine.
Kevin Lars Constantine (né le 27 décembre 1958 à  International Falls dans le Minnesota aux États-Unis) est un entraîneur professionnel de hockey sur glace. Il est actuellement entraîneur dans la LNA pour le HC Ambri-Piotta.

## Biographie

### Carrière de joueur
Né à International Falls dans le Minnesota, Constantine rejoint l'université Rensselaer Polytechnic Institute en 1977 et joue avec l'équipe de hockey dans le championnat universitaire américain en tant que gardien de but. Il est sélectionné lors du repêchage amateur de la Ligue nationale de hockey en 1978 lors de la neuvième ronde, le 154e joueur choisit. Il ne rejoint finalement jamais les rangs de la LNH, jouant trois saisons avec RPI.

### Carrière d'entraîneur
Constantine fait parler de lui à la fin des années 1980 et début des années 1990 en étant l'entraîneur des Mustangs de Rochester de la Ligue nord-américaine de hockey et celui des Blades de Kansas City de la Ligue internationale de hockey.
Après les succès obtenus dans les ligues mineures, il devient entraîneur de la Ligue nationale de hockey en signant pour les Sharks de San José pour la saison 1993-1994. Sous sa direction, l'équipe récolte 58 points de plus que la saison d'avant. Il reste à la tête des Sharks jusqu'en à la fin de 1996 où il prend la direction des Flames de Calgary en tant qu'adjoint de Pierre Page. Il ne reste qu'une saison chez les Flames et prend ensuite la direction des Penguins de Pittsburgh pour trois saisons. Il s'engage pour la 2001-2002 avec les Devils du New Jersey puis quitte la LNH.
En 2001, il fonde l'équipe Forge de Pittsburgh (en) pour la North American Hockey League. L'équipe gagne le championnat l'année d'après.
Après la saison 2002-03, il quitte Pittsburgh et rejoint la Ligue de hockey de l'Ouest et les Silvertips d'Everett, nouvelle franchise de la LHOu. La saison 2003-2004 est la première pour la nouvelle équipe et elle réalise la meilleure saison de l'histoire de la Ligue canadienne de hockey pour une nouvelle équipe. Ils accèdent même à la finale du championnat contre les Tigers de Medicine Hat (défaite 4 matchs à 0). Constantine fut désigné meilleur entraîneur de l'année de la LHOu en 2004.
Le 29 mai 2007, Constantine est nommé entraîneur principal des Aeros de Houston de la Ligue américaine de hockey. Il redresse rapidement la performance des Aeros, les menant aux séries éliminatoires des deux saisons suivantes, y compris une participation à la finale de l'association de l'Ouest en 2009. Le 15 avril 2010, le club annonce que son contrat ne sera pas renouvelé pour la saison 2010-2011, après la non-qualification des Aeros en séries éliminatoires. Il sera remplacé par Mike Yeo.
Le 22 août 2010, il est nommé entraineur-chef du club français des Ducs d'Angers vice-champion de France de Ligue Magnus de la saison 2009-2010.
Le 18 octobre 2010, il signe au HC Ambri-Piotta dans la LNA, succédant à Benoît Laporte. Le club suisse lui offre un salaire dix fois plus important que chez les Ducs. Il est démis de ses fonctions d’entraîneur-chef le 22 octobre 2012